# Општина Мескитик де Кармона (Сан Луис Потоси)
Мескитик де Кармона (шп. Mexquitic de Carmona) општина је у Мексику у савезној држави Сан Луис Потоси. Општина се налази на надморској висини од 2027 м.

## Становништво
Према подацима из 2010. у општини је живело 53442 становника.

### Хронологија
| Година       | 2000                  | 2005                  | 2010                  |
| ------------ | --------------------- | --------------------- | --------------------- |
| Становништво | 48392 (23123 / 25269) | 48484 (22834 / 25650) | 53442 (25449 / 27993) |

### Попис
| \| \| м \| \| \| ж \| \| 0—2 \| 1.716 \| \| \| 1.651 \| \| 3—5 \| 1.671 \| \| \| 1.668 \| \| 6—11 \| 3.622 \| \| \| 3.581 \| \| 12—14 \| 1.774 \| \| \| 1.738 \| \| 15—17 \| 1.982 \| \| \| 1.995 \| \| 18—24 \| 3.485 \| \| \| 3.895 \| \| 60+ \| 2.389 \| \| \| 2.738 \| \| Просек : \| 26,7 \| \| \| 28,2 \| |       |  |  |       |
| |       |  |  |       |
| | м     |  |  | ж     |
| 0—2 | 1.716 |  |  | 1.651 |
| 3—5 | 1.671 |  |  | 1.668 |
| 6—11 | 3.622 |  |  | 3.581 |
| 12—14 | 1.774 |  |  | 1.738 |
| 15—17 | 1.982 |  |  | 1.995 |
| 18—24 | 3.485 |  |  | 3.895 |
| 60+ | 2.389 |  |  | 2.738 |
| Просек : | 26,7  |  |  | 28,2  |

| #   | Индикатор                                                                                        | Вредност |
| --- | ------------------------------------------------------------------------------------------------ | -------- |
| 1   | Становништво од 0 до 2 године                                                                    | 3367     |
| 2   | Мушко становништво од 0 до 2 године                                                              | 1716     |
| 3   | Женско становништво од 0 до 2 године                                                             | 1651     |
| 4   | Становништво са 3 и више година                                                                  | 50035    |
| 5   | Мушко становништво са 3 и више година                                                            | 23717    |
| 6   | Женско становништво са 3 и више година                                                           | 26318    |
| 7   | Становништво са 5 и више година                                                                  | 47768    |
| 8   | Мушко становништво са 5 и више година                                                            | 22593    |
| 9   | Женско становништво са 5 и више година                                                           | 25175    |
| 10  | Становништво са 12 и више година                                                                 | 39493    |
| 11  | Мушко становништво са 12 и више година                                                           | 18424    |
| 12  | Женско становништво са 12 и више година                                                          | 21069    |
| 13  | Становништво са 15 и више година                                                                 | 35981    |
| 14  | Мушко становништво са 15 и више година                                                           | 16650    |
| 15  | Женско становништво са 15 и више година                                                          | 19331    |
| 16  | Становништво са 18 и више година                                                                 | 32004    |
| 17  | Мушко становништво са 18 и више година                                                           | 14668    |
| 18  | Женско становништво са 18 и више година                                                          | 17336    |
| 19  | Становништво од 3 до 5 година                                                                    | 3339     |
| 20  | Мушко становништво од 3 до 5 година                                                              | 1671     |
| 21  | Женско становништво од 3 до 5 година                                                             | 1668     |
| 22  | Становништво од 6 до 11 година                                                                   | 7203     |
| 23  | Мушко становништво од 6 до 11 година                                                             | 3622     |
| 24  | Женско становништво од 6 до 11 година                                                            | 3581     |
| 25  | Становништво од 8 до 14 година                                                                   | 8339     |
| 26  | Мушко становништво од 8 до 14 година                                                             | 4235     |
| 27  | Женско становништво од 8 до 14 година                                                            | 4104     |
| 28  | Становништво од 12 до 14 година                                                                  | 3512     |
| 29  | Мушко становништво од 12 до 14 година                                                            | 1774     |
| 30  | Женско становништво од 12 до 14 година                                                           | 1738     |
| 31  | Становништво од 15 до 17 година                                                                  | 3977     |
| 32  | Мушко становништво од 15 до 17 година                                                            | 1982     |
| 33  | Женско становништво од 15 до 17 година                                                           | 1995     |
| 34  | Становништво од 18 до 24 године                                                                  | 7380     |
| 35  | Мушко становништво од 18 до 24 године                                                            | 3485     |
| 36  | Женско становништво од 18 до 24 године                                                           | 3895     |
| 37  | Женско становништво од 15 до 49 година                                                           | 14768    |
| 38  | Становништво са 60 и више година                                                                 | 5127     |
| 39  | Мушко становништво са 60 и више година                                                           | 2389     |
| 40  | Женско становништво са 60 и више година                                                          | 2738     |
| 41  | Однос између мушкараца и жена                                                                    | 90.91    |
| 42  | Становништво од нуле до 14 година                                                                | 17421    |
| 43  | Становништво од 15 до 64 године                                                                  | 32202    |
| 44  | Становништво од 65 година и више                                                                 | 3779     |
| 45  | Просечан број деце                                                                               | 2.92     |
| 46  | Становништво рођено у ентитету                                                                   | 51634    |
| 47  | Мушко становништво рођено у ентитету                                                             | 24661    |
| 48  | Женско становништво рођено у ентитету                                                            | 26973    |
| 49  | Становништво рођено у другом ентитету                                                            | 1368     |
| 50  | Мушко становништво рођено у другом ентитету                                                      | 578      |
| 51  | Женско становништво рођено у другом ентитету                                                     | 790      |
| 52  | Становништво од 5 година и више резидентно у ентитету у јуну 2005. године                        | 46274    |
| 53  | Мушко становништво старосног доба од 5 година и више, резидентно у ентитету у јуну 2005. године  | 21582    |
| 54  | Женско становништво старосног доба од 5 и више година, резидентно у ентитету у јуну 2005. године | 24692    |
| 55  | Становништво од 5 година и више које је живело у другом ентитету у јуну 2005. године             | 323      |
| 56  | Мушко становништво старије од 5 година које је живело у другом ентитету у јуну 2005. године      | 138      |
| 57  | Женско становништво старије од 5 година које је живело у другом ентитету у јуну 2005. године     | 185      |
| 58  | Становништво од 3 године и више које говори аутохтони језик                                      | 80       |
| 59  | Мушко становништво старо 3 године и више које говори аутохтони језик                             | 44       |
| 60  | Женско становништво старо 3 године и више које говори аутохтони језик                            | 36       |
| 61  | Становништво од 3 године и више које говори аутохтони језик и не говори шпански језик            | 0        |
| 62  | Мушко становништво старо 3 године и више које говори аутохтони језик и не говори шпански         | 0        |
| 63  | Женско становништво старо 3 године и више које говори аутохтони језик и не говори шпански језик  | 0        |
| 64  | Становништво старо 3 године и више које говори аутохтони језик и шпански                         | 27       |
| 65  | Мушко становништво старо 3 године и више које говори аутохтони језик и шпански                   | 13       |
| 66  | Женско становништво старо 3 године и више које говори аутохтони језик и шпански                  | 14       |
| 67  | Становништво од 5 година и више које говори аутохтони језик                                      | 77       |
| 68  | Становништво од 5 година и више које говори аутохтони језик и не говори шпански језик            | 0        |
| 69  | Становништво од 5 година и више које говори аутохтони језик и говори шпански језик               | 27       |
| 70  | Становништво у домородачким домаћинствима                                                        | 218      |
| 71  | Становништво са ограничењима у активностима                                                      | 2889     |
| 72  | Становништво са ограниченим ходањем или кретањем, горе или доле                                  | 1487     |
| 73  | Становници са ограничењима вида, чак и уз кориштење сочива                                       | 870      |
| 74  | Становништво са ограничењима говора, комуникације или конверзације                               | 311      |
| 75  | Становништво са ограниченим слухом                                                               | 419      |
| 76  | Становништво са ограничењима при одевању, купању или јелу                                        | 214      |
| 77  | Становништво са ограничењима у опажању или учењу једноставних ствари                             | 203      |
| 78  | Становништво са менталним ограничењима                                                           | 317      |
| 79  | Становништво без ограничења активности                                                           | 50249    |
| 80  | Становништво од 3 до 5 година које не похађа школу                                               | 1358     |
| 81  | Мушко становништво од 3 до 5 година које не похађа школу                                         | 679      |
| 82  | Женско становништво од 3 до 5 година које не похађа школу                                        | 679      |
| 83  | Становништво од 6 до 11 година које не похађа школу                                              | 146      |
| 84  | Мушко становништво од 6 до 11 година које не похађа школу                                        | 75       |
| 85  | Женско становништво од 6 до 11 година које не похађа школу                                       | 71       |
| 86  | Становништво од 12 до 14 година које не похађа школу                                             | 181      |
| 87  | Мушко становништво од 12 до 14 година које не похађа школу                                       | 92       |
| 88  | Женско становништво од 12 до 14 година које не похађа школу                                      | 89       |
| 89  | Становништво од 15 до 17 година похађа школу                                                     | 2696     |
| 90  | Мушко становништво од 15 до 17 година похађа школу                                               | 1324     |
| 91  | Женско становништво између 15 и 17 година живота у школи                                         | 1372     |
| 92  | Становништво од 18 до 24 године похађа школу                                                     | 1334     |
| 93  | Мушко становништво од 18 до 24 године похађа школу                                               | 593      |
| 94  | Женско становништво од 18 до 24 године похађа школу                                              | 741      |
| 95  | Становништво од 8 до 14 година које не може да чита и пише                                       | 272      |
| 96  | Мушко становништво старосног доба од 8 до 14 година које не може да чита и пише                  | 160      |
| 97  | Женско становништво старосног доби од 8 до 14 година које не може да чита и пише                 | 112      |
| 98  | Становништво од 15 година и више које је неписмено                                               | 3262     |
| 99  | Мушко становништво од 15 година и више које је неписмено                                         | 1206     |
| 100 | Женско становништво од 15 година и више које је неписмено                                        | 2056     |
| 101 | Становништво старо 15 и више година без школовања                                                | 2527     |
| 102 | Мушко становништво старо 15 и више година без школовања                                          | 984      |
| 103 | Женско становништво старо 15 и више година без школовања                                         | 1543     |
| 104 | Становништво старосног доба 15 и више година са непотпуним основним образовањем                  | 7856     |
| 105 | Мушко становништво старосног доба од 15 година и више са непотпуном основним образовањем         | 3844     |
| 106 | Женско становништво старосног доба 15 и више година са непотпуном основним образовањем           | 4012     |
| 107 | Становништво старо 15 и више година са комплетним основним образовањем                           | 6270     |
| 108 | Мушко становништво старо 15 година и више са комплетним основним образовањем                     | 2764     |
| 109 | Женско становништво старо 15 и више година са комплетним основним образовањем                    | 3506     |
| 110 | Становништво старосног доба 15 и више година са непотпуним средњим образовањем                   | 2190     |
| 111 | Мушко становништво старосног доба од 15 година и више са непотпуним средњим образовањем          | 1160     |
| 112 | Женско становништво старосног доба од 15 година и више са непотпуним средњим образовањем         | 1030     |
| 113 | Становништво старо 15 и више година са пуним секундарном образовањем                             | 9977     |
| 114 | Мушко становништво старосног доба од 15 година и више са пуним секундарном образовањем           | 4758     |
| 115 | Женско становништво старосног доба од 15 година и више са пуним секундарном образовањем          | 5219     |
| 116 | Становништво старије од 18 година са постосновним образовањем                                    | 5857     |
| 117 | Мушко становништво старије од 18 година са постосновним образовањем                              | 2603     |
| 118 | Женско становништво старије од 18 година са постосновним образовањем                             | 3254     |
| 119 | Просечна оцена школовања                                                                         | 7.07     |
| 120 | Просечан ниво образовања мушке популације                                                        | 7.07     |
| 121 | Просечан ниво образовања женског становништва                                                    | 7.08     |
| 122 | Економски активно становништво                                                                   | 17463    |
| 123 | Економски активна мушка популација                                                               | 12601    |
| 124 | Економски активна женска популација                                                              | 4862     |
| 125 | Становништво које није економски активно                                                         | 21849    |
| 126 | Мушко становништво које није економски активно                                                   | 5724     |
| 127 | Женско становништво које није економски активно                                                  | 16125    |
| 128 | Запослено становништво                                                                           | 16634    |
| 129 | Запослено мушко становништво                                                                     | 11867    |
| 130 | Запослено женско становништво                                                                    | 4767     |
| 131 | Незапослена популација                                                                           | 829      |
| 132 | Незапослена мушка популација                                                                     | 734      |
| 133 | Незапослена женска популација                                                                    | 95       |
| 134 | Становништво без права на здравствене услуге                                                     | 15410    |
| 135 | Становништво које има право на здравствене услуге                                                | 37929    |
| 136 | Становништво које има право на ИМСС                                                              | 8389     |
| 137 | Становништво које има право на социјално осигурање                                               | 1610     |
| 138 | Становништво које има право на државно социјално осигурање                                       | 55       |
| 139 | Становништво које има право на опште осигурање или здравствено осигурање за нову генерацију      | 27950    |
| 140 | Становништво које је било једном или није било у браку током 12 година и више                    | 15076    |
| 141 | Венчано или уједињено становништво од 12 година и више                                           | 21161    |
| 142 | Становништво које је било у браку или уједињено 12 година и више                                 | 3165     |
| 143 | Становништво са католичком религијом                                                             | 48315    |
| 144 | Протестанти, еванђелисти и библијски следбеници различити од еванђелиста                         | 3010     |
| 145 | Становништво са другим религијама различитим од претходних                                       | 4        |
| 146 | Становништво без религије                                                                        | 1793     |
| 147 | Укупно пописаних домаћинства                                                                     | 11444    |
| 148 | Пописна домаћинства на челу са мушкарцима                                                        | 8683     |
| 149 | Пописна домаћинства на челу са женама                                                            | 2761     |
| 150 | Становништво у пописним домаћинствима                                                            | 53411    |
| 151 | Становништво у пописним домаћинствима на челу са мушкарцима                                      | 42472    |
| 152 | Становништво у пописним домаћинствима на челу са женама                                          | 10939    |
| 153 | Укупно домаћинстава                                                                              | 14323    |
| 154 | Укупно насељених домаћинстава                                                                    | 11447    |
| 155 | Укупно приватних кућа                                                                            | 14320    |
| 156 | Насељени приватни домови                                                                         | 11444    |
| 157 | Укупно насељених приватних кућа                                                                  | 11446    |
| 158 | Ненасељене приватне куће                                                                         | 1870     |
| 159 | Појединачна домаћинства за привремену употребу                                                   | 1006     |
| 160 | Становници у насељеним приватним кућама                                                          | 53411    |
| 161 | Насељеност станара у приватним становима                                                         | 4.67     |
| 162 | Просечно становника по соби у приватним насељеним домаћинствима                                  | 1.27     |
| 163 | Појединачна домаћинства са подовима од различитих материјала од земље                            | 10556    |
| 164 | Појединачна домаћинства у приземљу                                                               | 848      |
| 165 | Појединачна домаћинства са једном спаваћом собом                                                 | 3651     |
| 166 | Појединачна домаћинства са две спаваће собе и више                                               | 7742     |
| 167 | Појединачна домаћинства са једним собом                                                          | 535      |
| 168 | Појединачна домаћинства са две собе                                                              | 1717     |
| 169 | Појединачна домаћинства са 3 собе и више                                                         | 9132     |
| 170 | Појединачна домаћинства која имају електрично светло                                             | 10787    |
| 171 | Појединачна домаћинства која немају електрично светло                                            | 602      |
| 172 | Појединачна домаћинства која имају водоводну воду у стамбеном простору                           | 8531     |
| 173 | Појединачна домаћинства која немају водоводну воду у стамбеном простору                          | 2865     |
| 174 | Појединачна домаћинства која имају тоалет                                                        | 8218     |
| 175 | Појединачна домаћинства која имају канализацију                                                  | 7450     |
| 176 | Појединачна домаћинства која немају канализацију                                                 | 3826     |
| 177 | Појединачна домаћинства која имају електрично светло, довод воде из јавне мреже и канализацију   | 6078     |
| 178 | Појединачна домаћинства без икаквих услова                                                       | 464      |
| 179 | Појединачна домаћинства која имају радио                                                         | 9529     |
| 180 | Појединачна домаћинства која имају телевизор                                                     | 9880     |
| 181 | Појединачна домаћинства која имају фрижидер                                                      | 8141     |
| 182 | Појединачна домаћинства која имају машину за веш                                                 | 5597     |
| 183 | Појединачна домаћинства која имају аутомобил или комби                                           | 4863     |
| 184 | Појединачна домаћинства која имају рачунар                                                       | 967      |
| 185 | Појединачна домаћинства која имају фиксну телефонску линију                                      | 3046     |
| 186 | Појединачна домаћинства која имају мобилни телефон                                               | 4060     |
| 187 | Појединачна домаћинства која имају приступ интернету                                             | 221      |